# Monte di Procida
Monte di Procida är en ort och kommun i storstadsregionen Neapel, innan 2015 provinsen Neapel, i regionen Kampanien i Italien. Kommunen hade 12 743 invånare (2017).